# Принс Едвард Каунти
Принс Едвард Каунти (енгл. Prince Edward County) је град у Канади у покрајини Онтарио. Према резултатима пописа 2011. у граду је живело 25.258 становника.

## Становништво
Према резултатима пописа становништва из 2011. у граду је живело 25.258 становника, што је за 0,9% мање у односу на попис из 2006. када је регистровано 25.496 житеља.
| 2006.  | 2011.  |
| ------ | ------ |
| 25.496 | 25.258 |